# Rue de Chaillot
Pour les articles homonymes, voir Chaillot.
La rue de Chaillot se trouve dans le 16e arrondissement de Paris.

## Situation et accès
Cette rue d'une longueur de 320 mètres est située dans le quartier de Chaillot et commence au 9, avenue Pierre-Ier-de-Serbie et au 16, rue Freycinet et finit au 1, rue Jean-Giraudoux et au 37, avenue Marceau.

## Origine du nom
Elle porte le nom de la principale rue de l'ancien village de Chaillot.

## Historique
C'était à l'origine la principale rue de l'ancien village de Chaillot, dont le prolongement vers l'est menait au village du Roule, qui existait déjà au XIe siècle sous le nom de « Challois » et de « Challoel », du mot franc chail qui signifie « déboisement ». Au XIVe siècle, ce fut « Chailluyau », « Chailleau » qui se transforma finalement en « Chaillot ».
Selon Jacques Hillairet, historien de Paris, l’étymologie est Calcium, d’où Calloilum, Chal, Chail, Chailliau et Chaillot.
Elle a conservé jusque vers 1865 son côté grande rue de village mais, depuis les percements haussmanniens, elle a profondément changé d'aspect.
En 1097, Chaillot avait été érigé en paroisse dépendante du prieuré de Saint-Nicolas-des-Champs.
Les habitants de Chaillot devaient tous les ans, le jour de l'Ascension, porter au curé de Saint-Germain-des-Prés huit bouquets, deux gros et six petits, un fromage gras et un denier parisis pour chaque vache qui paissait dans l'île Maquerelle, appelée plus tard « île des Cygnes ».
Au VIIe siècle, ce village s'appelait en latin Nimio et en français Nigeon. Il était alors situé plus près de Passy qu'il n'est aujourd'hui. Dans la suite, les habitants de ce lieu se séparèrent, les uns allèrent former le village d'Auteuil, les autres se rapprochèrent de Paris et vinrent défricher une partie du bois de Rouvray ou de Rouvret, aujourd'hui bois de Boulogne. Ce travail de déboisement, de chail comme on disait alors, fut l'origine du mot Chaillot.
En 1659, le hameau de Chaillot fut déclaré faubourg de Paris sous le nom de village de la Conférence.
Le fameux couvent des Visitandines, où se retira plusieurs fois Mlle de La Vallière, sous le nom de sœur Louise de la Miséricorde, avait été fondé à Chaillot par Henriette-Marie de France, fille de Henri IV et veuve de Charles Ier roi d'Angleterre, qui acheta en 1622 une grande propriété dite Maison de Grammont, ayant appartenu d'abord à Catherine de Médicis, puis sous Louis XIII, au maréchal de Bassompierre, pour y installer ce couvent juste à l'endroit où se trouve aujourd'hui la rue de Magdebourg, sur le côté du square du Trocadéro.

Ce couvent, qui avait été la plus grande illustration de Chaillot, après avoir été restauré en 1655, disparut tout à fait en 1790.
En 1702, la « rue de Chaillot », qui fait partie du quartier du Palais-Royal, débute à la Grande Rue du Roulle et se termine à l'abbaye Bénédictine de Chaillot.
Un arrêté préfectoral du 5 août 1919 a dénommé « rue Quentin-Bauchart » une partie de la rue de Chaillot, comprise autrefois entre l'avenue Marceau et l'avenue des Champs-Élysées.
- Les vieilles maisons du côté impair au début du XXe siècle.

Les vieilles maisons du côté impair au début du siècle.
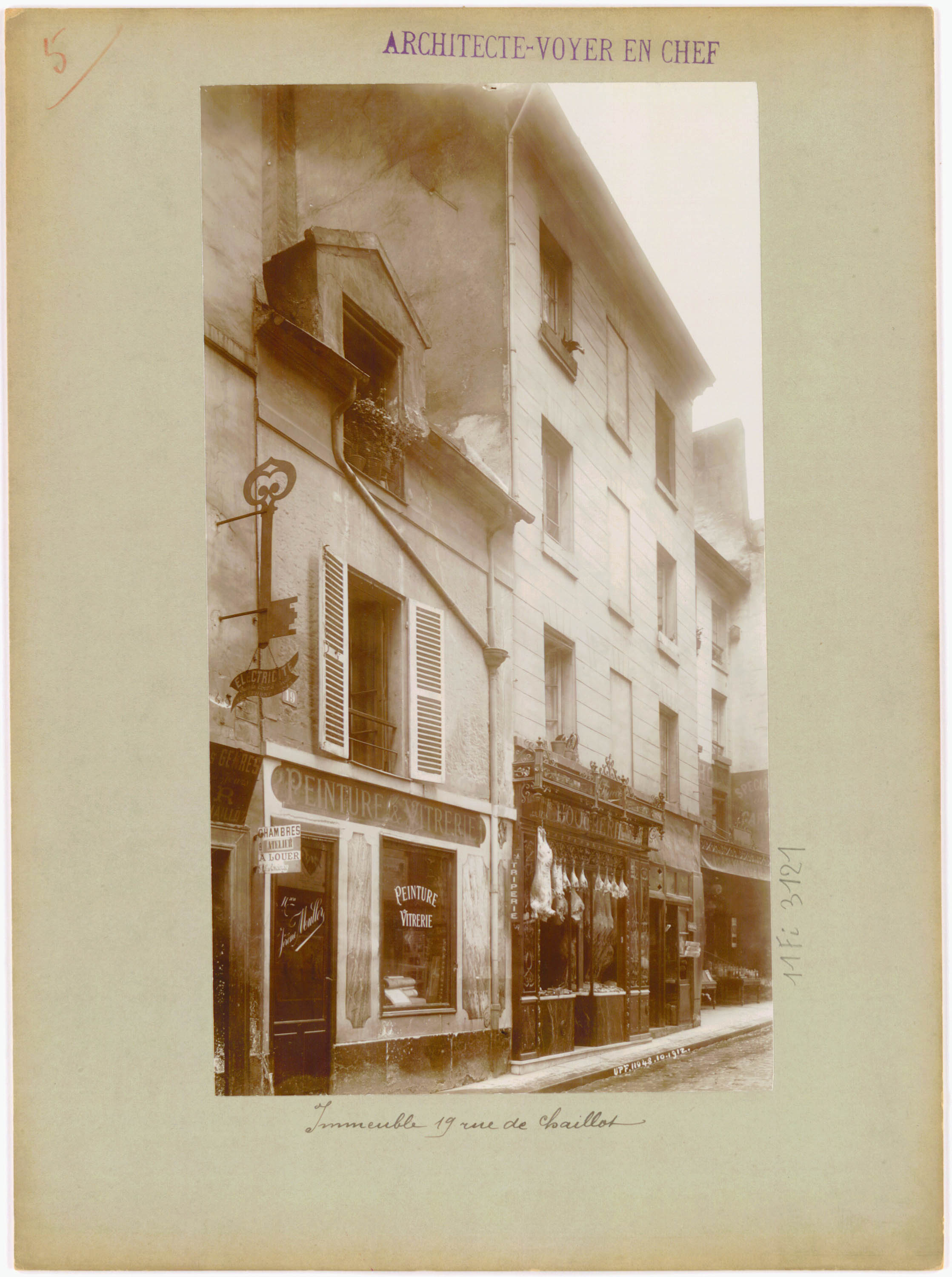
No 19 (1912).
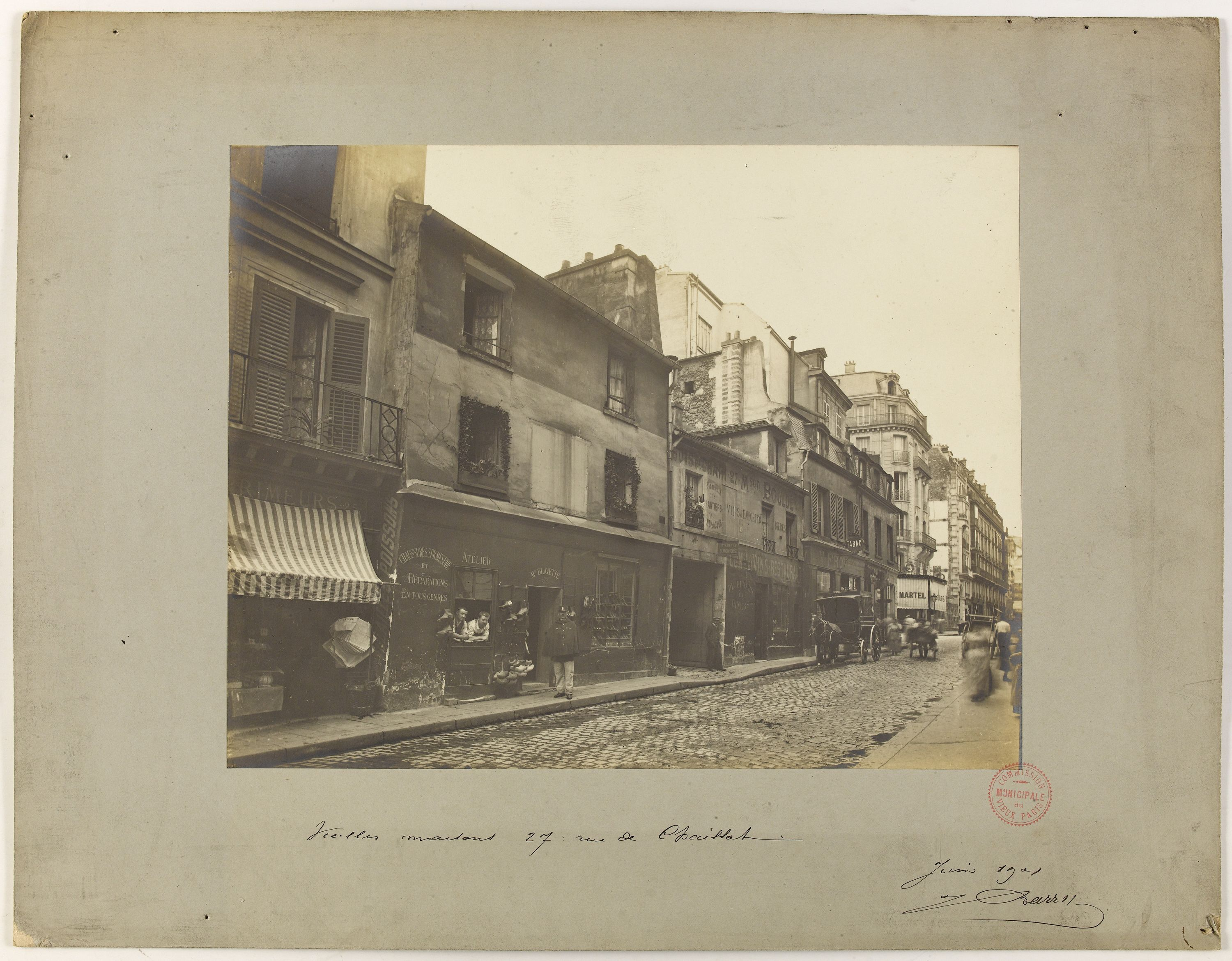
No 27 (photographie de Jean Barry, 1901).
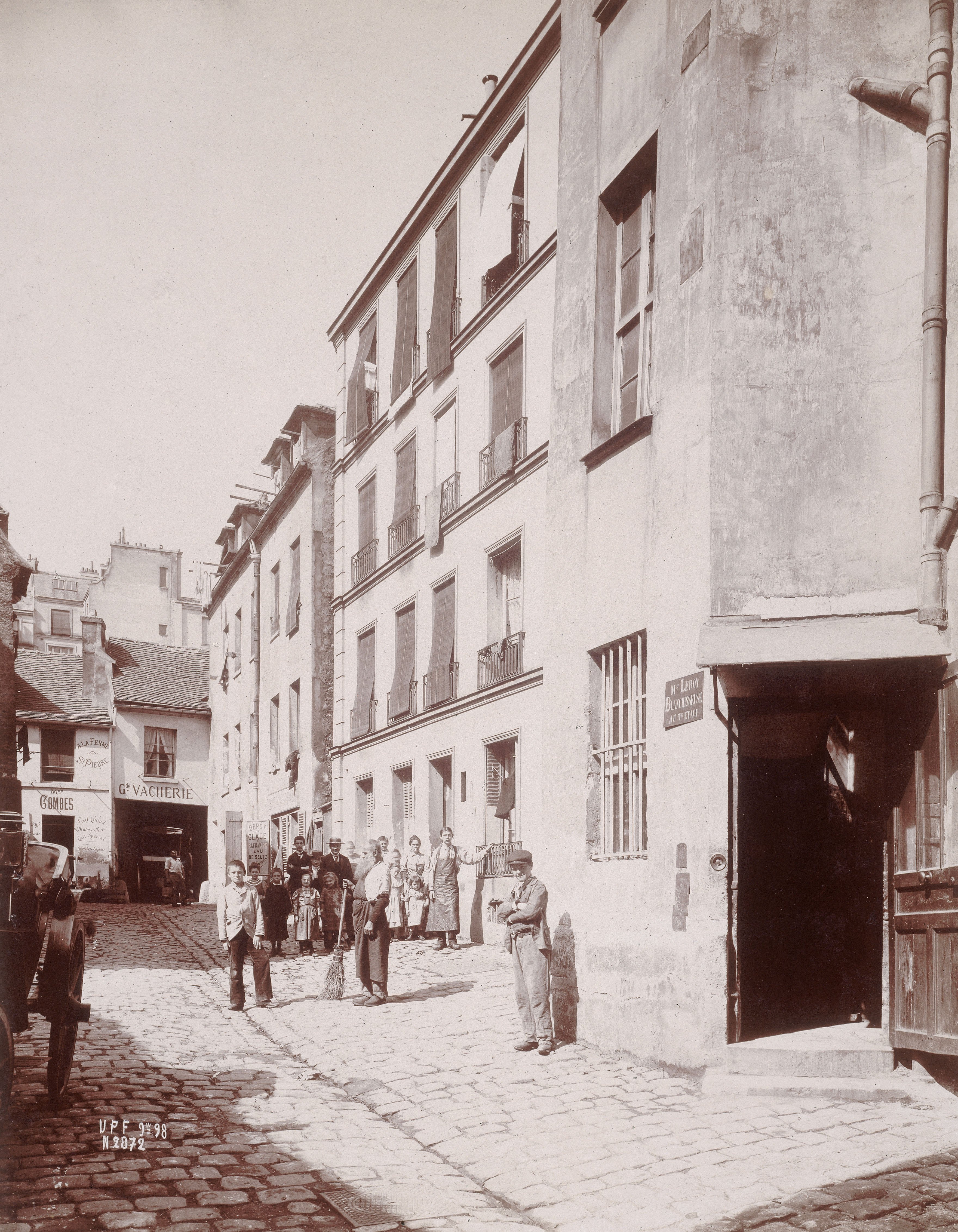
No 35 : cour (1898).
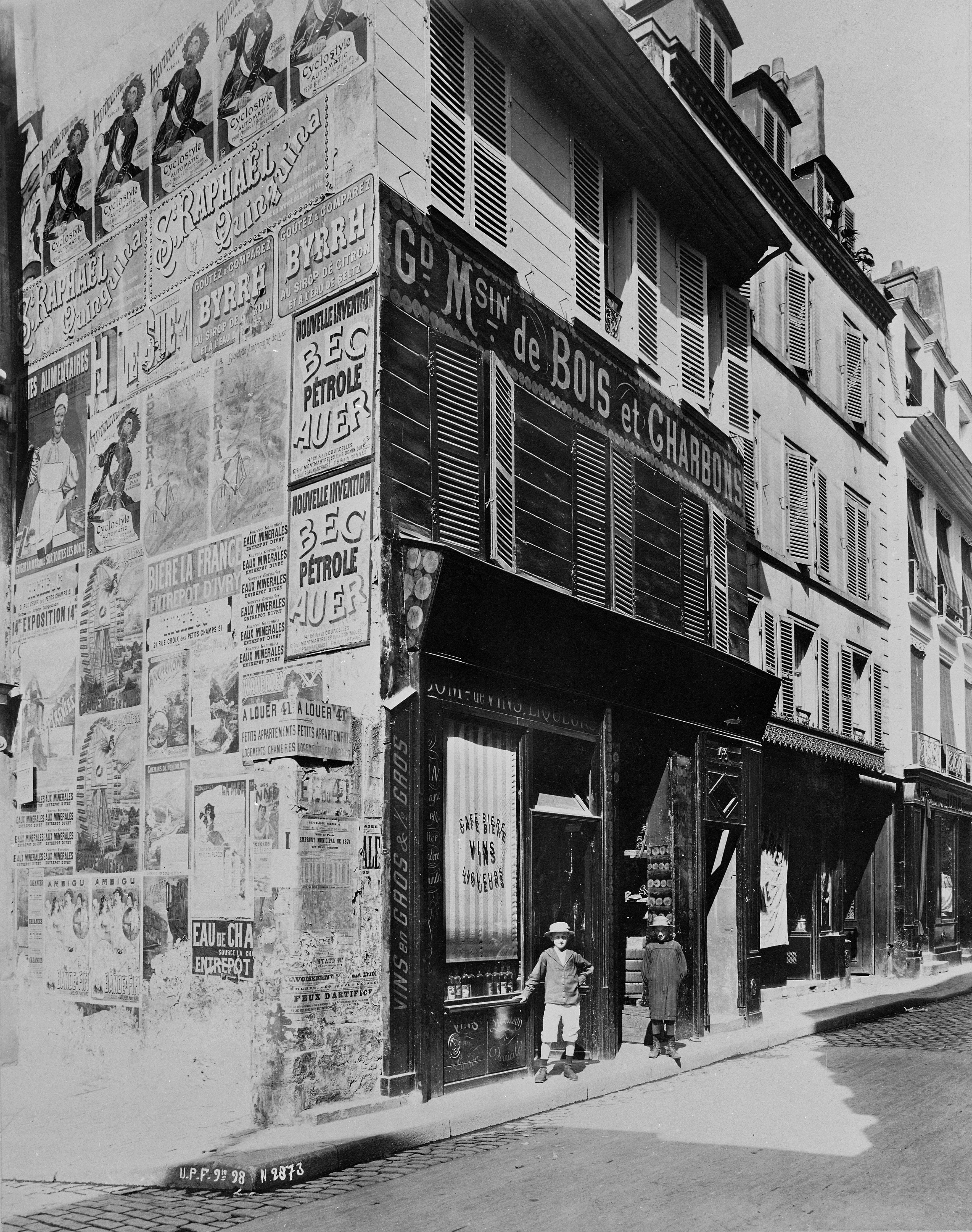
No 43 (1898).
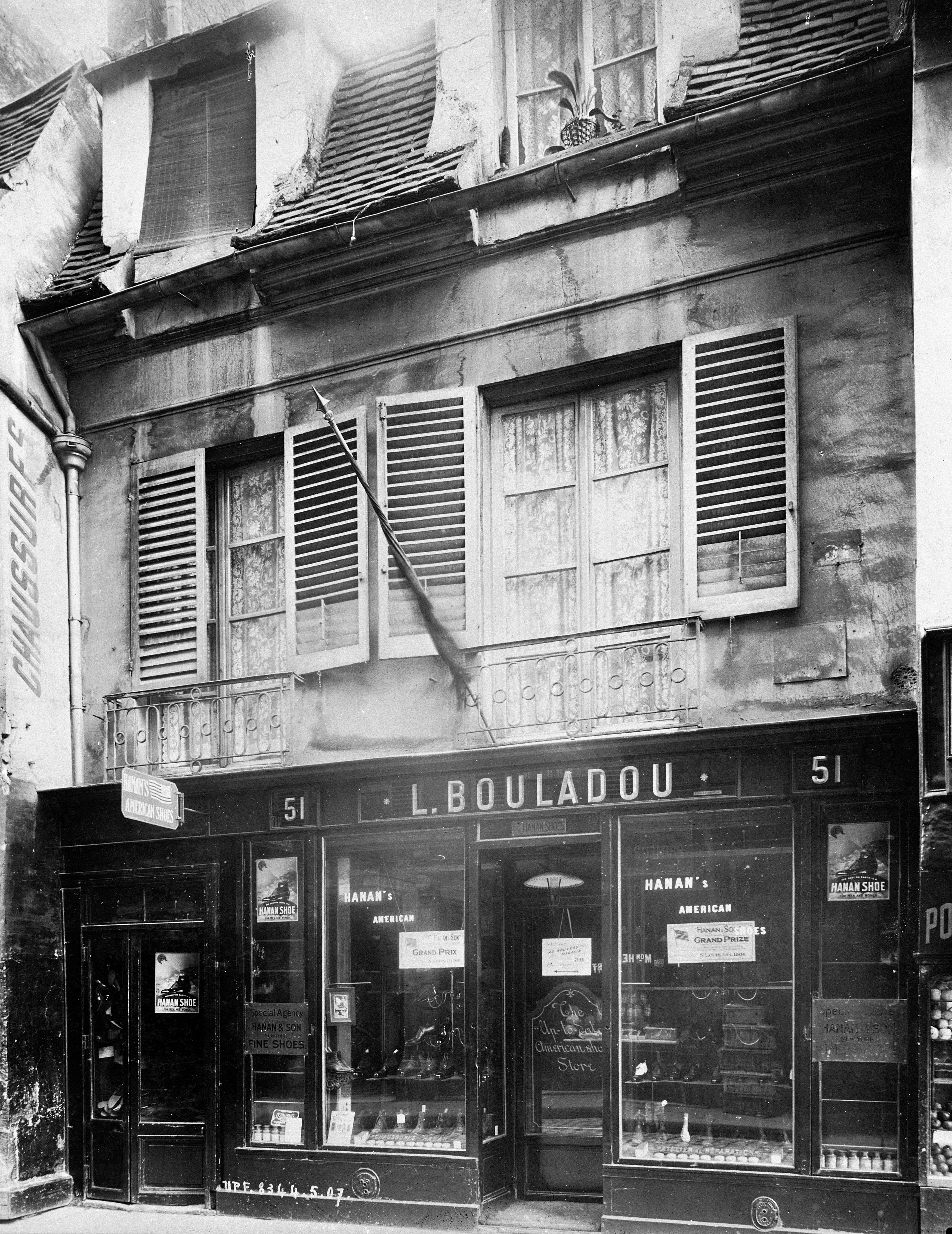
No 51 (1907).
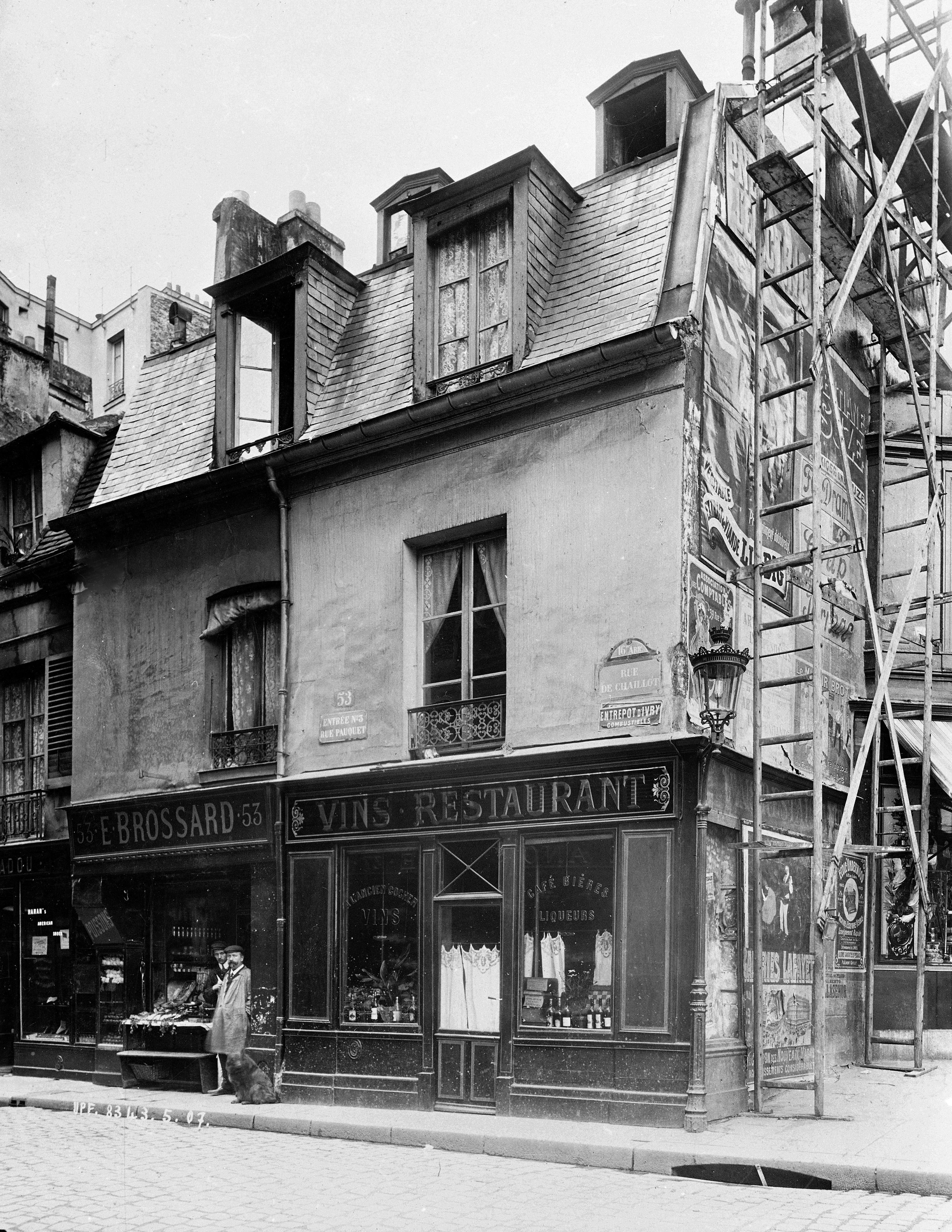
No 53 (1907).

## Bâtiments remarquables et lieux de mémoire
- Place Rochambeau.
- No 5 : une plaque rend hommage à Myron T. Herrick, ambassadeur des États-Unis en France entre 1912 et 1914. La chancellerie de l'ambassade se trouvait à cet endroit entre 1913 et 1933. Dans la seconde moitié du XIXe siècle, l'ambassade était située au no 95, dans des locaux si peu adaptés (au deuxième étage, entre une épicerie et une blanchisserie) qu'ils finirent par être sous-loués[3].
- No 7 : une plaque rend hommage à la femme de lettres Hélène Vacaresco, qui vécut à cet endroit de 1937 jusqu'à sa mort, en 1947.
- No 24-26 : mission catholique italienne de Paris et arrière de l'église Saint-Pierre-de-Chaillot.
- No 30 : emplacement approximatif de la maison seigneuriale du fief de Chaillot où résida Philippe de Commynes de 1474 à 1485[4].

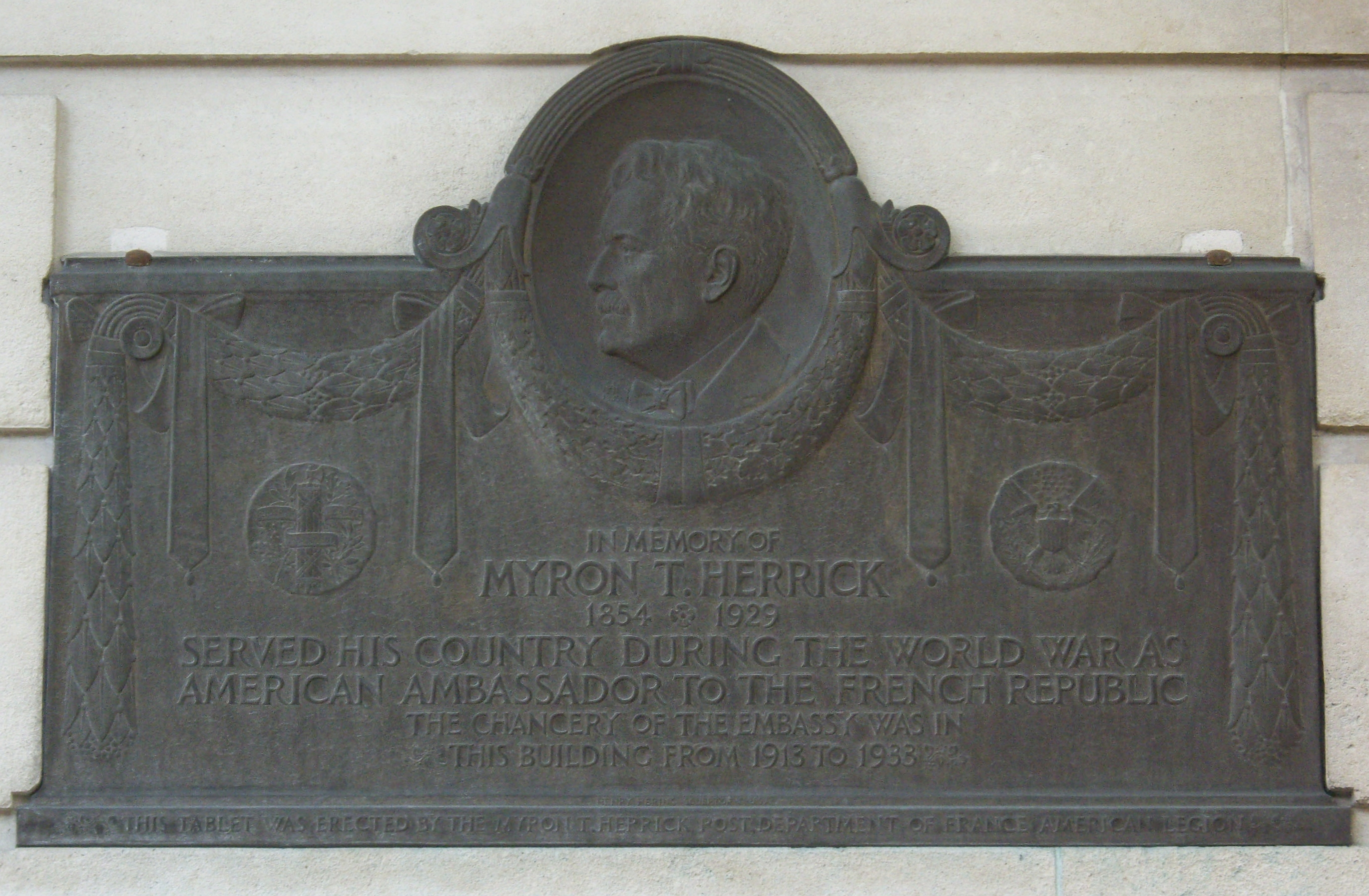
Plaque au no 5.
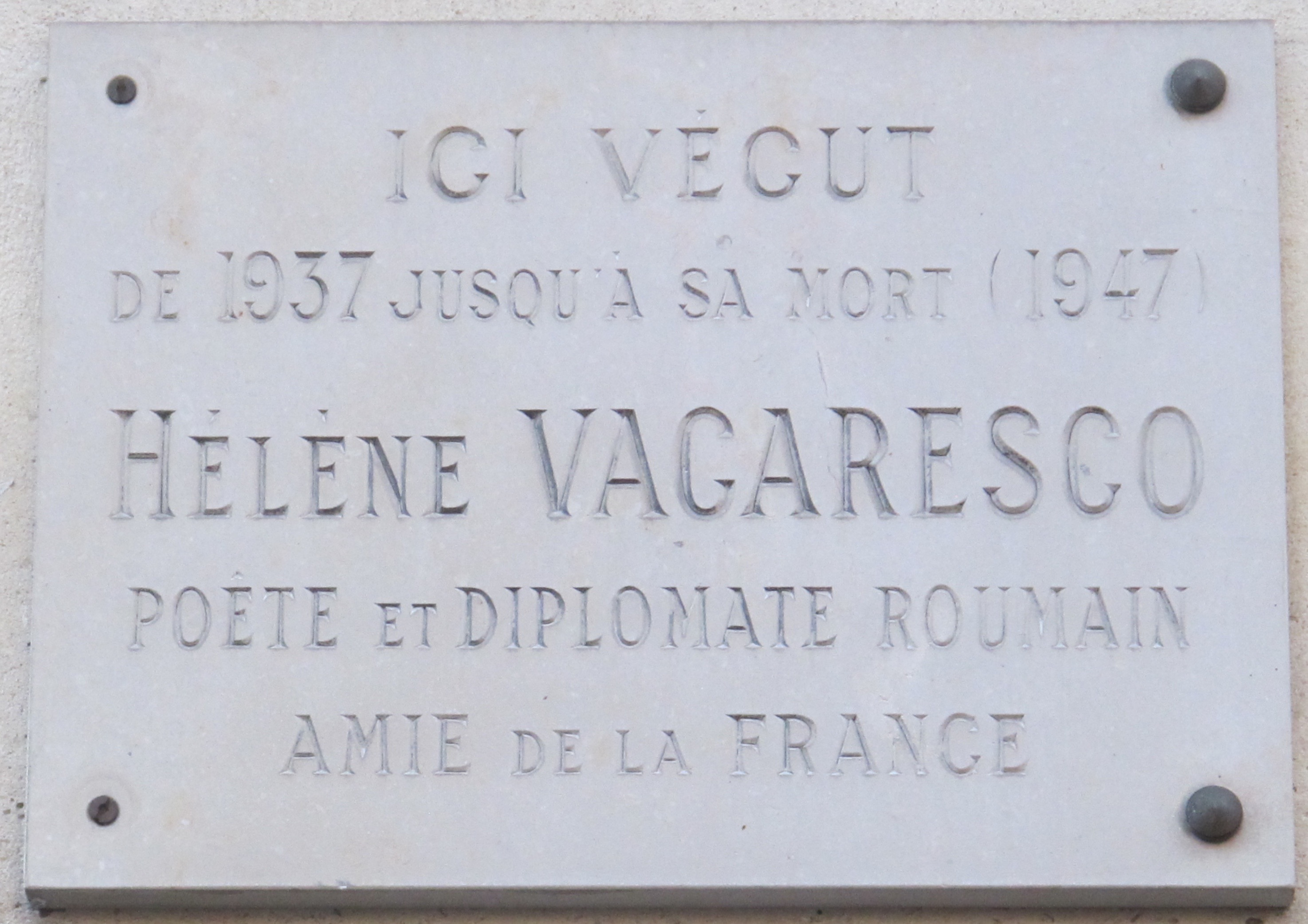
Plaque au no 7.
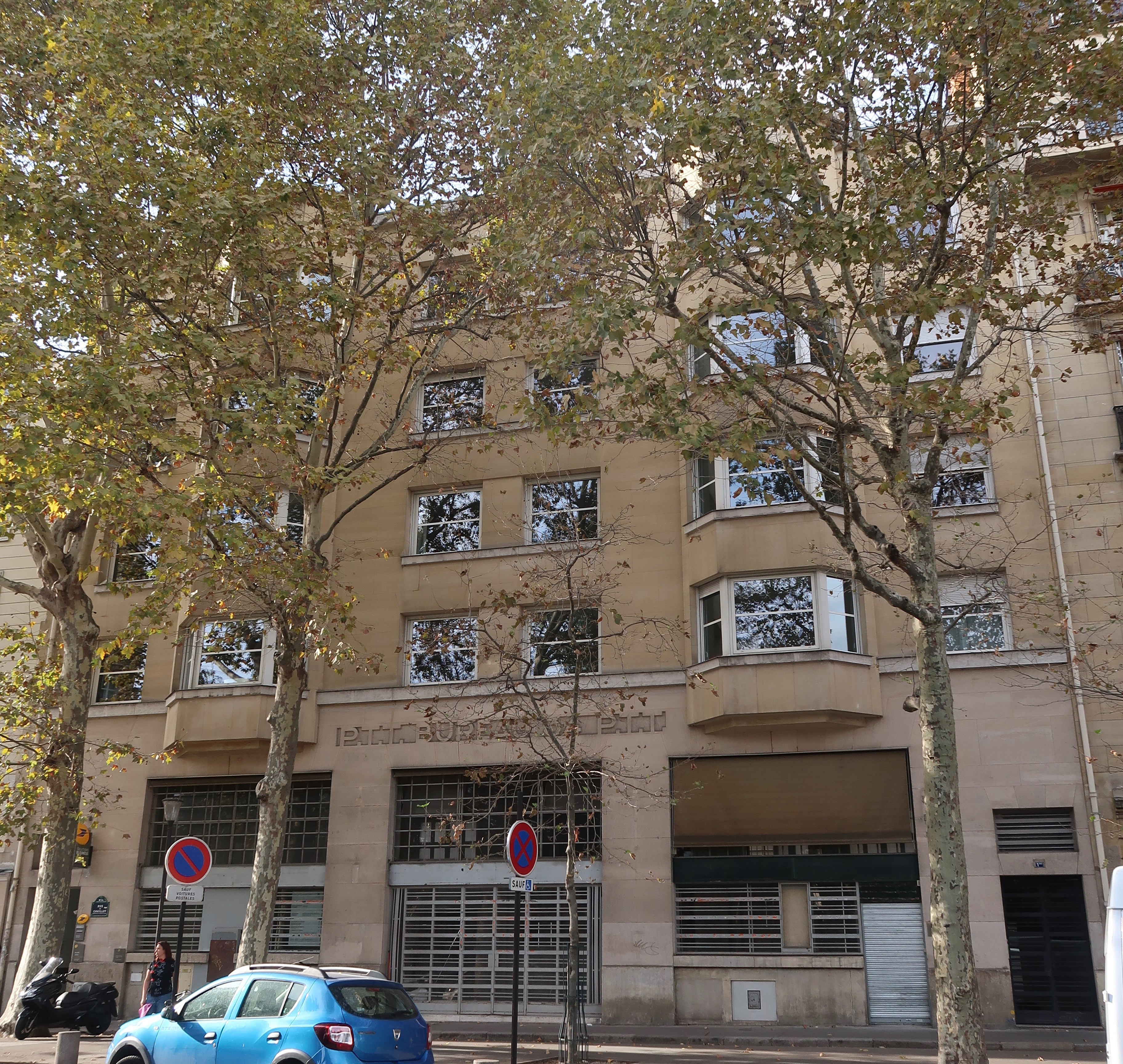
No 1 bis : bureau de poste.

### Anciens numéros englobés dans la rue Quentin-Bauchart
Depuis le renommage, en 1919, de la partie septentrionale de la rue de Chaillot en rue Quentin-Bauchart, le nouveau  numérotage des maisons rend difficile l'identification des adresses anciennes. Les correspondances connues sont récapitulées ci-dessous. Les détails et références concernant les bâtiments et lieux de mémoire dans cette section de la rue sont reportés dans l'article dédié à la rue Quentin-Bauchart ; 
- Ancien no 34, voir no 4 rue Quentin-Bauchart ;
- ancien no 38, voir no 8 rue Quentin-Bauchart, ancien hôtel de Kerjégu (détruit);
- ancien no 40, voir no 10 rue Quentin-Bauchart, ancien hôtel de La Ferronays (détruit) ;
- ancien no 65, ancien hôtel Bénardaky ;
- ancien no 70, Paul Barras (1755-1829), le « roi du Directoire », y mourut. Sophie Bascans fonde au 70 un célèbre pensionnat de jeunes filles fréquenté entre autres par Solange Dudevant et Ondine Valmore, avant d'être transféré avenue du Roule à Neuilly-sur-Seine[5],[6],[7].
- ancien no 74, Frédéric Chopin (1810-1849) y occupe un logement au deuxième étage, de juin à septembre 1849[8] ;
- ancien no 96, puis no 50, voir no 20 rue Quentin-Bauchart, ancien hôtel Roussel (détruit) ;
- ancien no 97 : dernier domicile du comédien Honoré Bourdon dit de Neuville[9] (1736-1813), mari de la Montansier ;
- ancien no 98, puis no 52, voir no 22 rue Quentin-Bauchart, ancien hôtel de Gramont (détruit)
- ancien no 99 : hospice Sainte-Perrine, transféré en 1858 ;
- ancien no 101 : petit hôtel particulier (détruit en 1910), occupé par l'actrice Blanche d'Antigny (1840-1874), puis par la courtisane Cora Pearl (1835-1886). C'est dans cet hôtel que se déroula, en 1872, le « drame de la rue de Chaillot » (voir L'affaire Duval) qui faillit coûter la vie au jeune héritier des établissements de restauration dits « bouillons Duval » ;
- ancien no 104 : hôtel de Choiseul-Gouffier, voir Rue Lincoln

## Dans la littérature
- Une partie de la pièce La Folle de Chaillot (1945) de Jean Giraudoux se déroule rue de Chaillot.